# Susedia
Susedia je slovenský sitcom. Hlavními postavami jsou lesník František Stromokocúr s manželkou Zuzanou a jeho maďarský soused László Komárom s manželkou Ildikó. Kromě nich vystupuje v seriálu i Marta Sládečková jako Marta Sladká. V druhé sérii k nim přibyly i jejich už dospělé děti Milka a Gergely, ve čtvrté sérii potom nová sousedka a správkyně domu Andrejka.
Seriál vznikl na základech postav vytvořených Petrem Marcinem a Andy Krausem v kabaretech Twister, Uragán a Hurikán.
Původně se seriál měl vysílat jen do prosince 2006, kvůli diváckému úspěchu se v březnu 2007 začala vysílat druhá série, která pokračovala třetí sérií v září 2007. Ta byla označená za poslední a cesty herců se rozešly. Po 10 letech však přišly zprávy o pokračovaní seriálu od 1. ledna 2018 se čtvrtou sérií.
Píseň „Ešte stále som tu ja“ k seriálu nazpíval Pavol Habera, který složil i hudbu, text napsal Andy Ďurica.
První série se natáčela v prostorech Domu kultury Dúbravka v Bratislavě, druhá a třetí ve studiu na bratislavské Kolibě, čtvrtá série se natáčí v Ateliérech NAD v bratislavském Ružinově. Vysílal se od podzimu 2006, nejdříve každé pondělí ve 21:00 na TV Markíza. Protože první série byla mimořádně úspěšná, druhá a třetí série se už vysílaly ve 20:00. Susedia se stali nejúspěšnějším a nejsledovanějším původním slovenským seriálem vyrobeným po roce 1989. Postupem času dosahovaly jednotlivé části sledovanost nad milión diváků a podíl na trhu nad 60 %. Vánoční část 1. série vysílaná 18. prosince 2006 například dosáhla trhový podíl 66 %, což představovalo 1 milión 317 tisíc diváků.

## Hrají
- Peter Marcin jako František Stromokocúr
- Andy Kraus jako Lászlo Komárom
- Zuzana Tlučková jako Zuzana Stromokocúrová zvaná Žužu
- Viki Ráková jako Ildikó Komárom
- Marta Sládečková jako Marta Sladká
- Kristína Pírová jako Milka Stromokocúrová
- Tomáš Majláth jako Gergely Komárom
- Dominika Richterová jako Andrejka
- Ján Lehotský jako Františkův otec
- Eva Matejková jako Františkova matka
- Karol Horváth jako pošťák
- Aranka Szentpétery jako matka Ildikó (Aňuci)
- Veronika Paulovičová jako sekretářka ministra vnitra Katika
- Ivan Romančík jako Eugen Jurík
- Marián Slovák jako Jarko

## Postavy
- František – Pracuje jako hajný. Pochází ze slovenského města Ružomberok na Liptově. V druhé sérii získá práci na ministerstvu. Později zase spolu s Lászlom pracují na lesní správě. Snadno se vytočí a jeho oblíbená fráze je "Zuza, nerob paniku!"
- Lászlo – Živí se jako opravář. Pochází z maďarského města Komárom. Později si založí firmu "Kutyil s.r.o." Později však s Františkem pracuje na lesní správě. Je milující manžel, neumí dobře slovensky.
- Zuzana (Žužu) – Pracuje jako dealerka, avšak v práci se jí ne vždy daří, a tak své "krámy" často prodává Lászlovi. Věčně má nějakou šarvátku s Ildikó, ale v podstatě jsou kamarádky.
- Ildikó – Žena v domácnosti která umí po slovensky hůř než Lászlo. Její zálibou je vaření, ale problém je v tom, že to co navaří, je málokdy dobré nebo vůbec jedlé. V druhé sérii pracuje jako Františkova sekretářka na ministerstvu. Později pracuje jako učitelka na základní škole a později si založí kadeřnický salón. Její oblíbená hláška je "Toto nemdopadne dobre!"
- Marta – Bydlí v téže bytovce. Stále si nenašla muže, a tak na začátku balí Lászla. Proto se stává velkou rivalkou Ildikó, avšak později se spřátelí. Je trochu ulítlá a její oblíbená fráze při příchodu je namísto pozdravu "Neruším?" a má velice bouřlivý smích.
- Andrejka – Nová sousedka a správkyně domu. Poprvé se objevila až ve čtvrté sérii.

## Děj
Do bytovky v Bratislavě, kde bydlí František a Zuzana, se nastěhuje László s manželkou Ildikó, kteří přišli z Komárom. Ani František, Lászlův nejlepší přítel, ani Zuzana z toho zpočátku nejsou nadšeni. Nadšená z toho je jen Marta Sladká, osamělá žena, která bydlí v té samé bytovce. Hned v tom vidí příležitost najít si partnera, a to právě Lászla. V druhé sérii se vrací i jejich děti Milka a Gergey. Hádky, řada nedorozumění a neustálé problémy obou rodin se často vymykají zpod kontroly, což přináší mnoho vtipných scén. Později se Lázslo s Ildikó z bytovky odstěhují a dlouhá léta s Františkem a Zuzanou nepromluví. Později se však zhodou okolností obě rodiny nastěhují do stejné nové bytovky v Bratislavě. Znovu se začnou přátelit. Přibude také nová správkyně domu Andrejka a Marta se nastěhuje do té samé bytovky. Františkova dcera Milka a Marek z lesní správy spolu čekají dítě Evana, avšak Marek odjede do zahraničí. Milka začne bydlet spolu s Lászlovým synem Gergeyom a později se i vezmou. Lászlo a Ildikó později spolu mají syna Ágosztona.

## Epizody
| 1. „Sťahovanie“ 2. „Dedičstvo“ 3. „Ruja“ 4. „Kuchárka“ 5. „Horáreň“Q 6. „Víkend“ 7. „Narodeniny“ 8. „Výročie svadby“ 9. „Svokra“ 10. „Miss lesa“ 11. „Zámena manželov I.“ 12. „Zámena manželov II.“ 13. „Marta“ 14. „Mikuláš“ 15. „Darčeky“ 16. „Vianoce“ 17. „Silvester“ 1. „Dozvuky Balatonu“ 2. „Tak kto je teda otec?!“ 3. „Agent provokatér“ 4. „Osy útočia“ 5. „Gergej sa vracia“ 6. „Besnota“ 7. „Tak kto je tehotný?!“ 8. „Zásnuby“ 9. „Halloween 2018“ 10. „Pôrod“ 11. „Zas je niekto tehotný?“ 12. „Kde je dieťa?“ 13. „Rozchod“ 14. „Mikuláš“ | 1. „Sekretárka“ 2. „Gergely“ 3. „Dcéra“ 4. „Vzácna návšteva“ 5. „Prvý apríl“ 6. „Veľkonočný pondelok“ 7. „Prsteň“ 8. „Posteľ“ 9. „Rozvod I.“ 10. „Rozvod II.“ 11. „Deň matiek“ 12. „Dieťa“ 13. „Šváby“ 14. „Maľovanie“ 15. „Alarm“ 16. „Cestovná horúčka“ 17. „Na dovolenke" 1. „VIP welness“ 2. „Kaviár“ 3. „Hovorca“ 4. „Demonštrácia“ 5. „Šmejdom na stope“ 6. „Zlatá svadba“ 7. „Apokalypsa“ 8. „Veľkonočné tsunami“ 9. „Krstiny“ 10. „Hurá na hokej!“ 11. „Jelenia oslava“ 12. „Krstný otec“ 13. „Pohreb“ 14. „Vykradli nás“ | 1. „Návrat“ 2. „Dôkaz lásky“ 3. „Tetovanie“ 4. „Modelka“ 5. „Mačka a myš“ 6. „Stávka I.“ 7. „Stávka II.“ 8. „Piknik“ 9. „Halloween“ 10. „Kríza stredného veku“ 11. „Žiguli“ 12. „Vodičák“ 13. „Pyramída“ 14. „Mikuláš“ 15. „Darčeky“ 16. „Vianoce“ 17. „Silvester u Susedov, Prekvapenie“ 1. „Som tehotná“ 2. „Svetlá budúcnosť“ 3. „Dobrý den, pán Nagy“ 4. „Striakiller“ 5. „Recenzia“ 6. „Americká invázia“ 7. „Hygienik“ 8. „Bzum bzum“ 9. „Halloweenska rozprávka“ 10. „Ja rodím!“ 11. „Si moja nádej“ 12. „Vitaj doma, kičibaba“ 13. „Stará láska nehrdzavie“ 14. „Krštiny” 15. „Vianoce” | 1. „Sťahovanie“ 2. „Profesor (alebo Lászlo pomáha)“ 3. „Výročník“ 4. „Kandidát“ 5. „Voľby“ 6. „Mamička“ 7. „Valentín“ 8. „Spriaznená duša“ 9. „Asistent“ 10. „Kopýtko“ 11. „Obraz“ 12. „Akčné hrdinky“ 13. „Ruské dedičstvo“ 14. „Veľká noc nevídaná” 15. „Žreb” 16. „Malé divy” 17. „Františkov deň” 18. „Živé vysielanie” 19. „Grilovačka” 20. „Spoločná kancelária” 21. „Bomberos” 22. „Oteckovia” 23. „Mafia” 24. „Miss lesa” 25. „Dovolenka” |